# Daniel Alcides Carrión
Daniel Alcides Carrión García (Cerro de Pasco, 13 de agosto de 1857 - Lima, 5 de octubre de 1885) fue un estudiante de medicina y científico peruano. Es reconocido por inocularse sangre contaminada con la bacteria Bartonella bacilliformis para contraer la «verruga peruana» o «Fiebre de la Oroya» ―ahora conocida como «enfermedad de Carrión»―, a modo de estudiar su desarrollo y evolución en el infectado.
En la actualidad se lo considera como «mártir de la medicina peruana» gracias a su sacrificio y heroica acción.

## Biografía

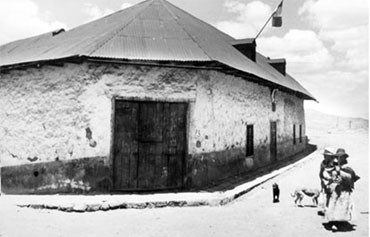
Casa donde nació Daniel Alcides Carrión en Cerro de Pasco (Perú).

Daniel Alcides Carrión García nació en Cerro de Pasco el 13 de agosto de 1857, fue hijo del médico ecuatoriano Baltasar Carrión Torres y de Dolores García Navarro. A la edad de 14 años se trasladó a la ciudad de Lima e ingresó al Colegio Nuestra Señora de Guadalupe, donde cursó de 1874 a 1878, estudios de educación secundaria y media con calificaciones excelentes. Una vez alcanzado el título de bachiller, se matriculó en 1878, en la Facultad de Medicina de la Universidad Nacional Mayor de San Marcos, para cursar la carrera de Medicina.
Durante sus estudios médicos, manifestó inquietudes por conocer una enfermedad característica de algunos valles centrales peruanos, la denominada "verruga peruana". Llevado por su espíritu de investigación y un nacionalismo científico, al ver que médicos chilenos estaban desarrollando investigaciones sobre la verruga peruana, decidió inocularse secreciones extraídas de verrugas de un paciente, con el fin de reproducir la verruga peruana. Así, el 27 de agosto de 1885 acudió a la Sala de las Mercedes del Hospital Dos de Mayo de Lima, y le solicitó al médico Evaristo Chávez que le hiciera la inoculación de sangre macerada de una tumoración verrugosa de un paciente varón de 14 años llamado Carmen Paredes.
A los veintiún días sintió los primeros síntomas de la fiebre de La Oroya, que continuó con su evolución característica, ante la angustia de sus profesores y amigos. Carrión escribió personalmente su historia clínica hasta el 26 de septiembre de 1885, en que agobiado por la fiebre y la anemia grave, entró en delirio. A su solicitud, sus compañeros siguieron escribiendo el documento clínico que había iniciado.

### Contribuciones de Daniel Alcides Carrión
Uno de los objetivos fundamentales de la historia medicinal es el estudio y enfrentamiento del hombre a las enfermedades para su conocimiento y dominio a través de los tiempos.
La verruga peruana era conocida por los incas, quienes tenían palabras para designarla. Carrión fue trasladado a la clínica francesa Maison de Santé en Lima, el 4 de octubre de 1885 recibió como medida de último recurso inyecciones de ácido fénico endovenoso, entró en coma y falleció el 5 de octubre. Habían transcurrido cuarenta días desde la inoculación. Alcanzó a expresar el deseo de que los estudios siguieran adelante, consciente de haber contribuido al mejor conocimiento de la dolencia que hoy lleva su nombre. Gracias a su sacrificio sabemos hoy que la verruga peruana y la fiebre de La Oroya son una misma patología.

## Honores después de su muerte
Cada 5 de octubre, se celebra en Perú el Día de la Medicina Peruana, en conmemoración de su fallecimiento.
En 1985, Facultad de Medicina de la Universidad Nacional San Luis Gonzaga de Ica, le otorga de manera póstuma el Grado de Bachiller en Medicina y el Título de Médico Cirujano.
Desde 1986 es Patrono del Servicio de Sanidad del Ejército del Perú.
Durante el gobierno de Alberto Fujimori, por Ley N° 25342, promulgada el 7 de octubre de 1991, lo declara Héroe Nacional de la Medicina Peruana.
La Universidad Nacional Mayor de San Marcos, le otorga el Grado de Doctor Honoris Causa en 1995.

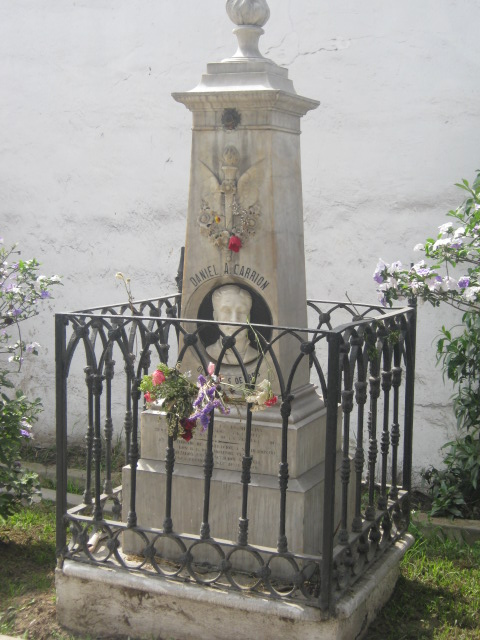
Cenotafio de Daniel Alcides Carrión en el Cementerio Presbítero Matías Maestro.

En la actualidad, su nombre lo llevan:
- La provincia de Daniel Alcides Carrión en el departamento de Pasco.
- El Instituto Superior Tecnológico Público Daniel Alcides Carrión en la Provincia de Daniel Alcides Carrión.
- La Universidad Nacional Daniel Alcides Carrión en Cerro de Pasco.
- El Estadio Daniel Alcides Carrión, centro futbolístico en la ciudad de Cerro de Pasco.
- La Institución Educativa Emblemática "Daniel Alcides Carrión" en Cerro de Pasco.
- Instituto de Salud Daniel Alcides Carrión.
- Facultad de Medicina Humana "Daniel Alcides Carrión" en la ciudad de Ica
- El edificio del Laboratorio de Medicina Tropical  del  Hospital San Juan de Dios en la ciudad de Bogotá, inaugurado en 1938.
- El Hospital Regional Daniel Alcides Carrión, en la ciudad de Cerro de Pasco.
- El Hospital Nacional Daniel Alcides Carrión en la Provincia Constitucional del Callao.
- El Instituto de Medicina Tropical Daniel A. Carrión (Universidad Nacional Mayor de San Marcos)
- La Institución Educativa Fiscalizada Daniel Alcides Carrión en Cuajone, Moquegua.
- El Hospital Regional Docente Clínico-Quirúrgico Daniel Alcides Carrión en la provincia de Huancayo.
- Y muchos más lugares públicos como privados en su natal Cerro de Pasco.